# Ólafsvík

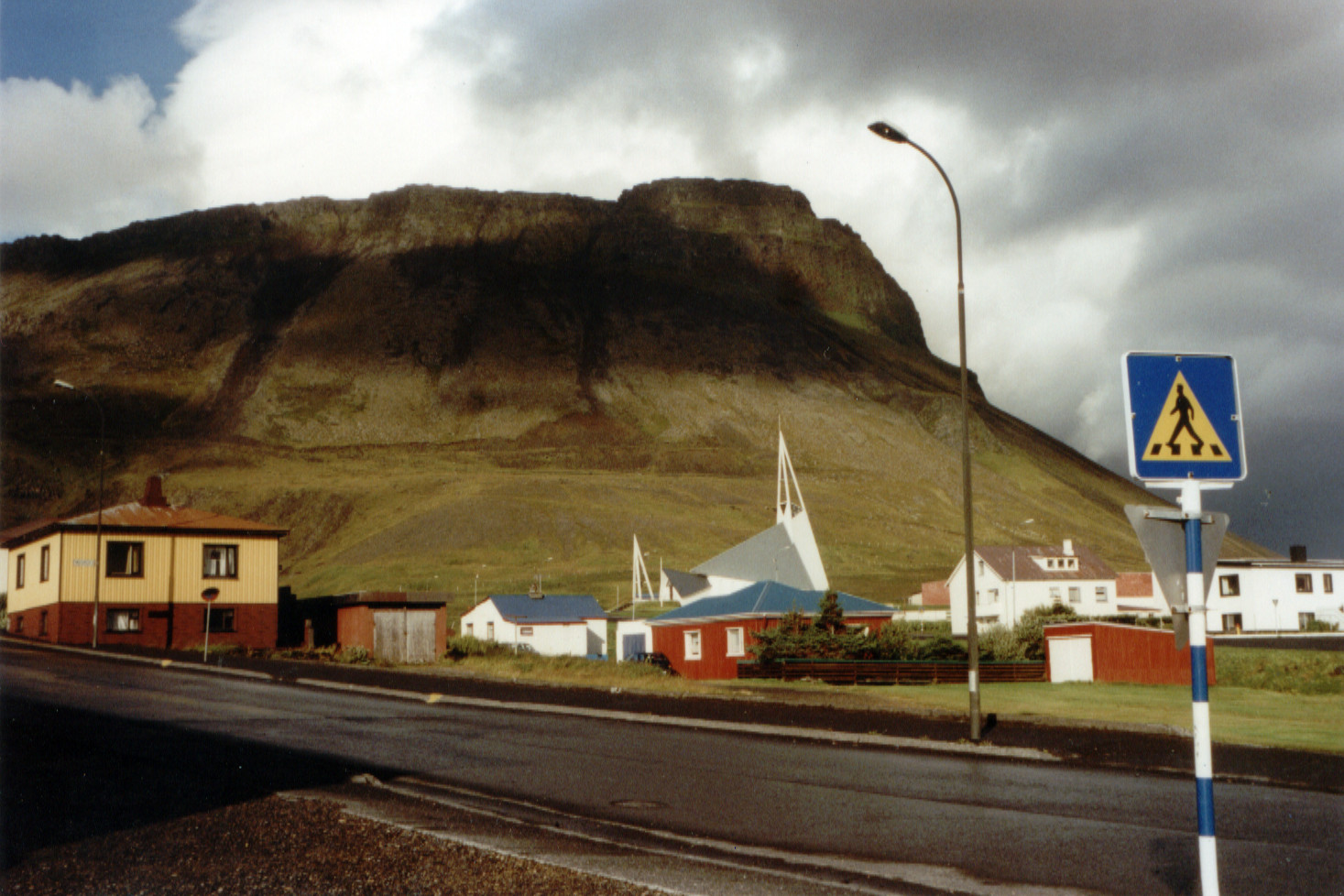
Ólafsvík

Ólafsvík je rybářská vesnice na západě Islandu, ležící na poloostrově Snæfellsnes. Ve městě žije 970 obyvatel. Ólafsvík náleží k administrativnímu regionu Vesturland.
Roku 1687 získal zdejší přístav jako první místo na Islandu od dánského krále obchodní licenci. Nachází se zde kostel z roku 1967 a vlastivědné muzeum v historické budově Gamla Pakkhúsið. Základem lokální ekonomiky jsou rybolov, obchod a služby. Největší turistickou atrakcí v blízkosti je sopka Snæfellsjökull a okolní národní park.
Rodákem z Ólafsvíku je malíř Erró (* 1932). Sídlí zde fotbalový klub UMF Víkingur.